# 鲁勒本站
鲁勒本站（德語：U-Bahnhof Ruhleben）是柏林地铁的一个车站，位于德国柏林夏洛滕堡-威尔默斯多夫，是柏林地铁U2线西端的终点站。
架空车站由阿尔弗雷德·格雷南德设计，在1929年12月22日启用。